# Edgewood (Illinois)
Edgewood és una població dels Estats Units a l'estat d'Illinois. Segons el cens del 2000 tenia 527 habitants.

## Demografia
Segons el cens del 2000, Edgewood tenia 527 habitants, 226 habitatges, i 148 famílies. La densitat de població era de 203,5 habitants/km².
Dels 226 habitatges en un 33,2% hi vivien nens de menys de 18 anys, en un 47,8% hi vivien parelles casades, en un 11,1% dones solteres, i en un 34,5% no eren unitats familiars. En el 29,6% dels habitatges hi vivien persones soles l'11,9% de les quals corresponia a persones de 65 anys o més que vivien soles. El nombre mitjà de persones vivint en cada habitatge era de 2,33 i el nombre mitjà de persones que vivien en cada família era de 2,86.
Per edats la població es repartia de la següent manera: un 26% tenia menys de 18 anys, un 9,5% entre 18 i 24, un 30,2% entre 25 i 44, un 21,4% de 45 a 60 i un 12,9% 65 anys o més.
L'edat mediana era de 36 anys. Per cada 100 dones de 18 o més anys hi havia 92,1 homes.
La renda mediana per habitatge era de 20.987 $ i la renda mediana per família de 31.875 $. Els homes tenien una renda mediana de 27.500 $ mentre que les dones 21.083 $. La renda per capita de la població era de 12.338 $. Aproximadament el 16,1% de les famílies i el 16,7% de la població estaven per davall del llindar de pobresa.

## Poblacions més properes
El següent diagrama mostra les poblacions més properes.